# Aurélien Alvarez
Aurélien Alvarez, né le 3 mars 1980 à Clermont-Ferrand (France), est un mathématicien français, professeur à l'École normale supérieure de Lyon.

## Biographie
Aurélien Alvarez est né en 1980 à Clermont-Ferrand.
Il commence sa carrière comme enseignant-chercheur en mathématiques et maître de conférences[réf. nécessaire] au laboratoire MAPMO (Laboratoire de mathématiques - analyse, probabilités, modélisation) de l'université d'Orléans.
Avec d'autres mathématiciens comme Étienne Ghys, Patrick Popescu-Pampu, Jos Leys, Laurent Rollet, Michèle Audin ou Arnaud Chéritat, il est membre du comité de direction puis rédacteur en chef de la revue en ligne Images des mathématiques[Depuis quand ?].
En 2008, avec Jos Leys il est le coauteur de la série de films de vulgarisation mathématique Dimensions... une promenade mathématique produite par une équipe de l'ENS de Lyon sous la direction d'Étienne Ghys. Il y est responsable des aspects techniques et du calcul des images. Le film a reçu le prix d'Alembert en 2010.
Depuis 2012, il s'intéresse à la formation des professeurs d'écoles dans le cadre de la fondation La Main à la pâte créée par Georges Charpak en 2011 où il assure la coordination des actions liées à l'enseignement des mathématiques.
En 2013, il est le coauteur d'une autre série de films de vulgarisation mathématique, Chaos... une aventure mathématique avec Jos Leys et Étienne Ghys, les coauteurs du film Dimensions... une promenade mathématique. Il y est responsable du calcul des images et de la post-production.
Il est l'auteur de nombreux articles de vulgarisation scientifique.
Depuis septembre 2020, il écrit une chronique mathématique mensuelle dans le magazine Sciences et Avenir.

## Publications choisies
- Aurélien Alvarez et Vincent Lafforgue, « Actions affines isométriques propres des groupes hyperboliques sur des quotients d'espaces ℓp », Annales scientifiques de l'École normale supérieure, vol. 51, no 6,‎ 2018, p. 1389-1398 (DOI 10.24033/asens.2377, lire en ligne).
- Aurélien Alvarez et Vincent Lafforgue, « Actions affines isométriques propres des groupes hyperboliques sur des espaces ℓp », Expositiones mathematicae, vol. 35, no 1,‎ 2017, p. 103-118 (DOI 10.1016/j.exmath.2016.06.005).
- Aurélien Alvarez et Damien Gaboriau, « Free products, Orbit Equivalence and Measure Equivalence Rigidity », Groups, Geometry and Dynamics, vol. 6, no 1,‎ 2012, p. 53-82 (DOI 10.4171/GGD/150).
- Aurélien Alvarez, « Théorème de Kurosh pour les relations d'équivalence boréliennes », Annales de l'Institut Fourier, vol. 60, no 4,‎ 2010, p. 1161-1200 (DOI 10.5802/aif.2550, MR 2722237, lire en ligne).
- Aurélien Alvarez, « Arborabilité et revêtements boréliens », 2010 ; prépublication disponible sur arXiv.
- Aurélien Alvarez, « Une théorie de Bass-Serre pour les groupoïdes boréliens », 2010 : prépublication disponible sur arXiv fortement reliée à (Alvarez 2010).

## Ouvrages
Aurélien Alvarez est auteur ou co-auteur des ouvrages suivants :
- Aurélien Alvarez, Une théorie de Bass-Serre pour les groupoïdes boréliens, 14 septembre 2010 (ISBN 978-613-1-51937-6).
- Aurélien Alvarez et Rosa Maria Ros (trad. de l'espagnol), Le monde est mathématique tome 25 La musique des sphères, Paris, RBA France, 1er janvier 2013, 177 p. (ISBN 978-2-8237-0123-4).
- Aurélien Alvarez et Miquel Alberti (trad. de l'espagnol), La créativité en mathématiques : Fonctionnement d'un esprit d'exception, Paris, RBA France, 1er mai 2013, 159 p. (ISBN 978-2-8237-0115-9).
- Aurélien Alvarez et Collectif, Géometrie et topologie avec Thurston, Paris, Le Pommier, 24 octobre 2013, 156 p. (ISBN 978-2-7465-0708-1).
- Aurélien Alvarez et Collectif, Systèmes dynamiques avec Poincaré, Paris, Le Pommier, 24 octobre 2013, 146 p. (ISBN 978-2-7465-0707-4).

## Articles
- Aurélien Alvarez, « Evariste Galois: enfance d'un génie malheureux », Images des mathématiques, CNRS,‎ 25 octobre 2010 (ISSN 2105-1003, lire en ligne)
- Aurélien Alvarez, « Et si plus d'informatique pour enseigner les math ? », Images des mathématiques,‎ 19 novembre 2010 (lire en ligne)
- Aurélien Alvarez et Michèle Audin, « Il y a cent quarante ans; la mort de Galois », Images des mathématiques, CNRS,‎ 1er avril 2011 (ISSN 2105-1003, lire en ligne) (Si Galois avait survécu à son duel…)
- Aurélien Alvarez, « Vers une légende d'Evariste Galois », Images des mathématiques, CNRS,‎ 8 octobre 2011 (ISSN 2105-1003, lire en ligne).